# Biebricher Wasserturm

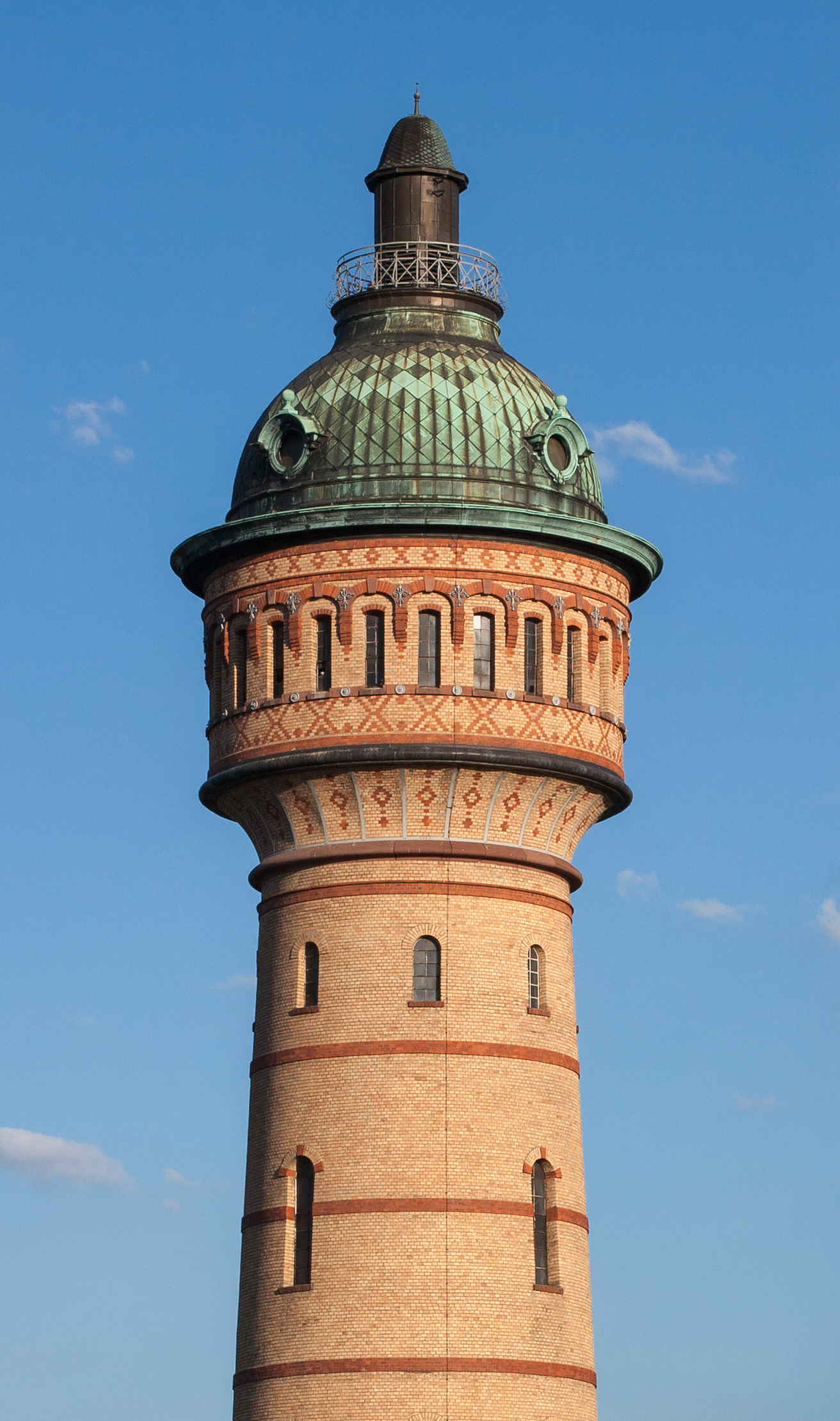
Wasserturm Wiesbaden-Biebrich

Der Biebricher Wasserturm steht auf der Adolfshöhe in Wiesbaden-Biebrich. Der aus Ziegel-Mauerwerk errichtete Turm wurde am 6. Dezember 1897 in Betrieb genommen und 1923 stillgelegt.
Der denkmalgeschützte Wasserturm diente neben der Druckerhöhung im Wasserleitungsnetz der damals selbstständigen Stadt Biebrich bis zum Jahr 1914 auch als Aussichtsturm. Die Aussichtsplattform in 42 Metern Höhe oberhalb des mit Kupferblech gedeckten Dachs konnte gegen ein Entgelt über die 235 Stufen einer Stahltreppe in Begleitung eines Turmwärters erreicht werden. So zählte man im Jahr nach der Einweihung weit über 3000 Besucher.
Der Behälter des Turms hat ein Fassungsvermögen von etwa 200 m³ und weist einen im Durchmesser 11 m messenden kreisförmigen Grundriss auf. Im Bereich um den Turm befand sich ein unterirdisches Wasserreservoir zur weiteren Bevorratung von 1000 m³ Wasser. Nach der Zusammenführung der Wiesbadener und der Biebricher Wasserversorgung wurde der Turm bereits im Jahr 1923 außer Betrieb genommen, während die unterirdischen Wassertanks noch viele Jahrzehnte in Gebrauch blieben.
Nachdem der Turm im Jahr 2003 in Privatbesitz gelangte, wurden Teile des unterirdischen Wasserreservoirs und ein Pumpenwärterhaus abgebrochen. Die weitere Nutzung des Wasserturms ist seitdem Gegenstand heftiger Diskussionen.

## Fotogalerie

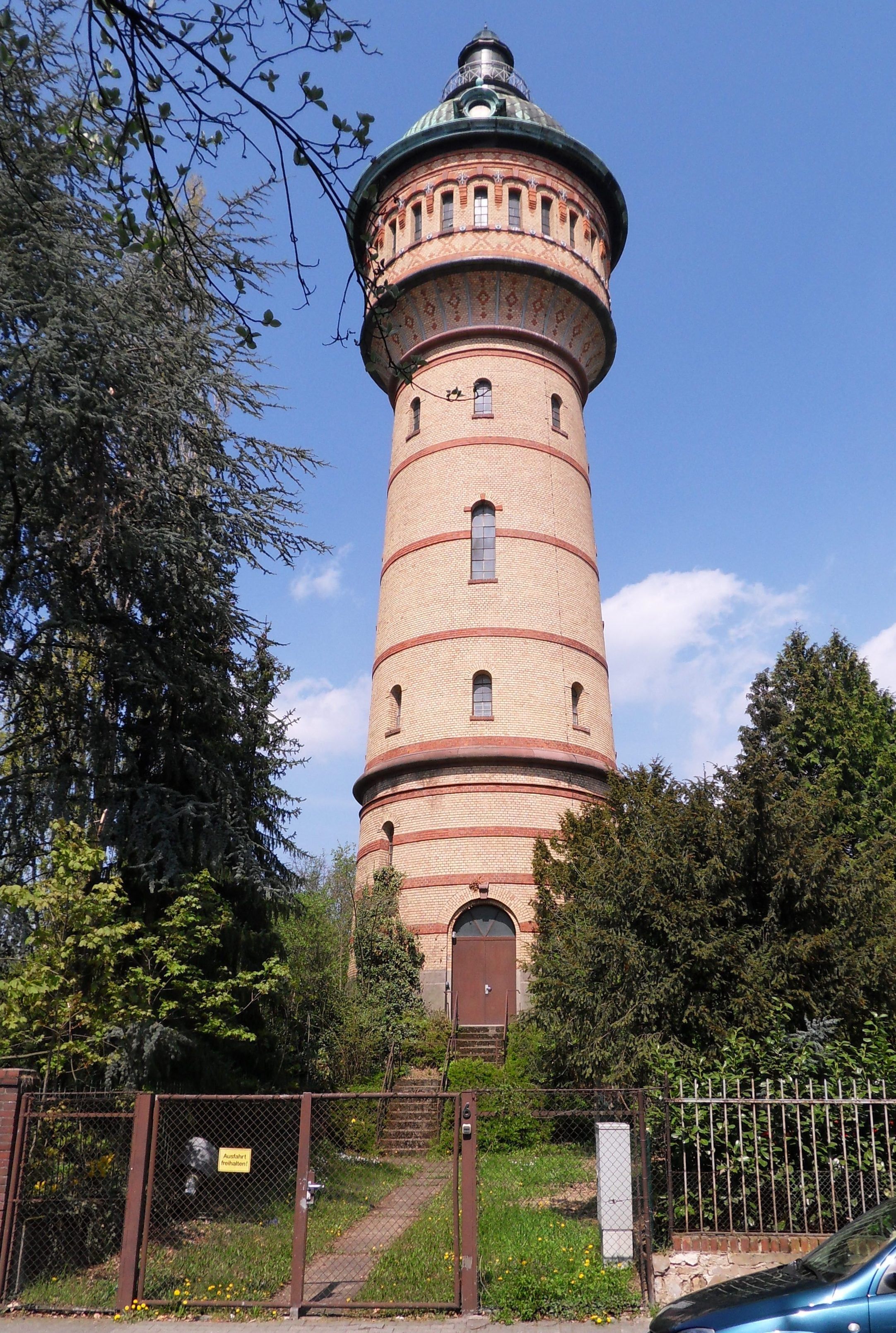
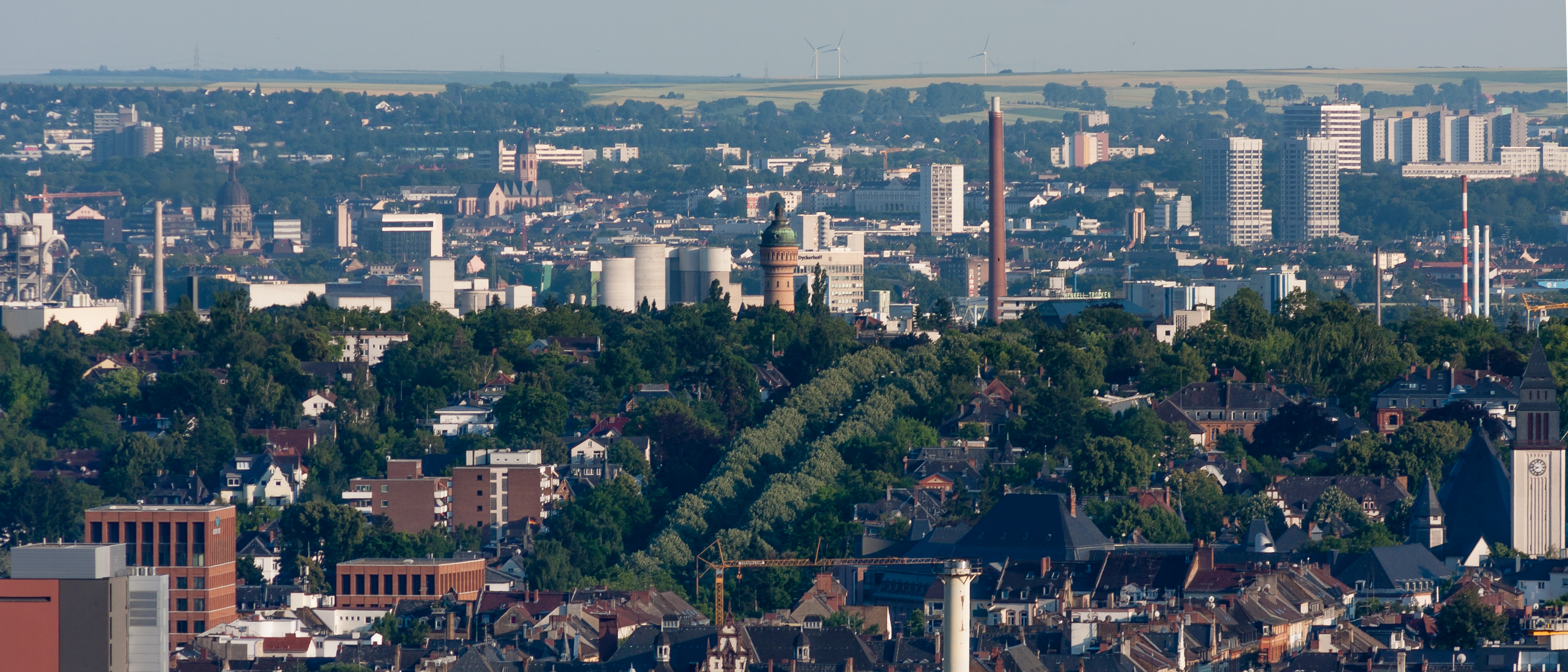
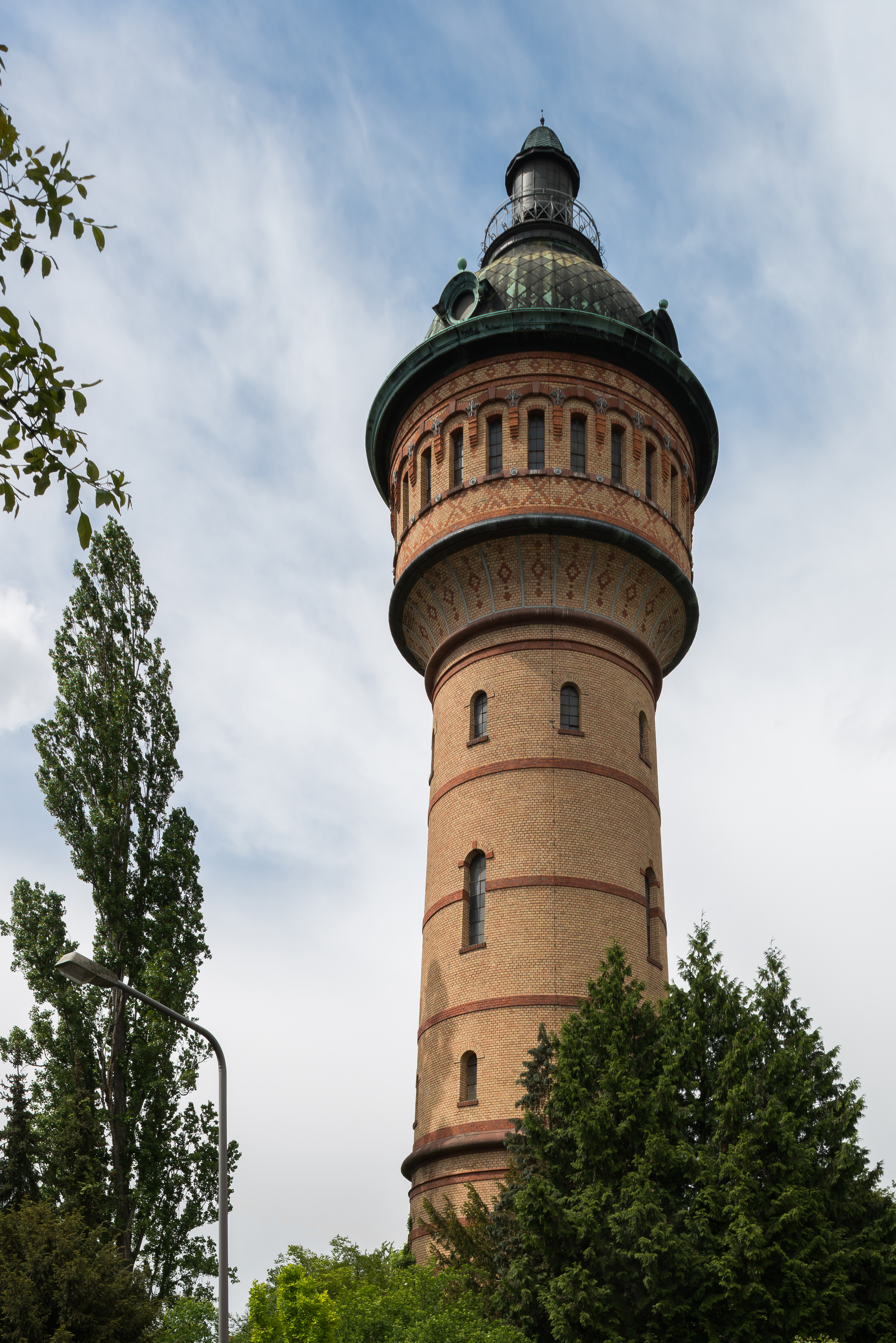
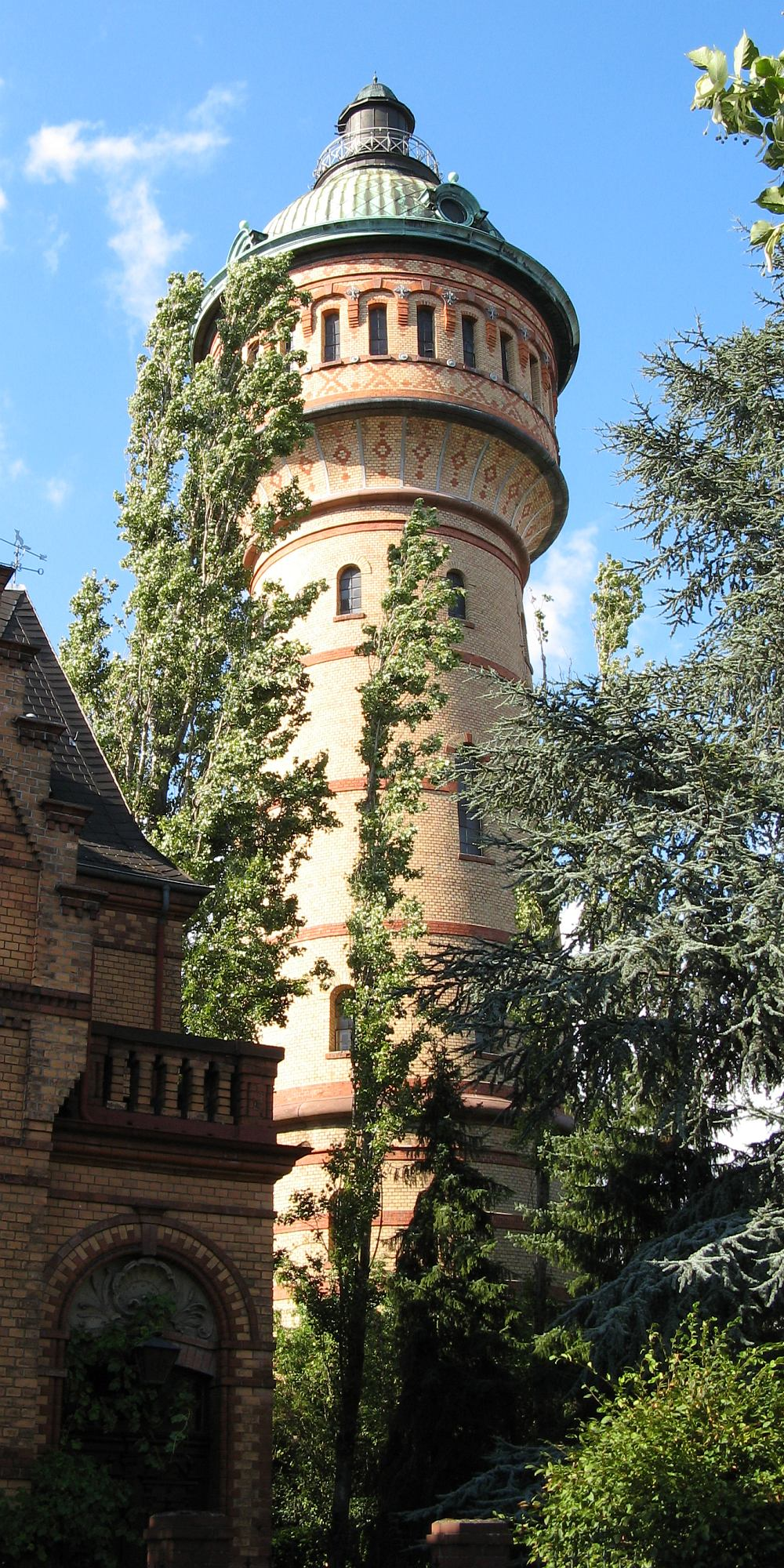